# Meter über Meer

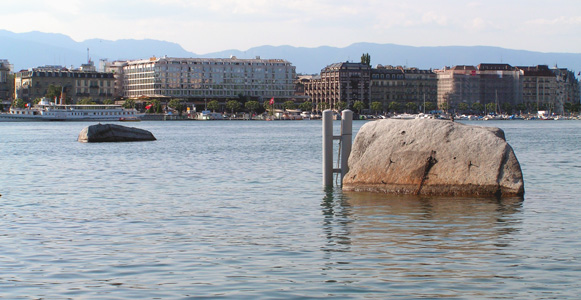
Repère Pierre du Niton in Genève

Gebruikte referentiehoogten in Europa

Meter über Meer (afgekort m ü.M.) is de referentiehoogte waaraan hoogtemetingen in Zwitserland en Liechtenstein worden gerelateerd.
Het referentiepunt voor deze hoogte is de Repère Pierre du Niton, een rots in de haven van Genève. Zijn hoogte is gedefinieerd op 373,6 meter hoogte boven het gemiddelde zeeniveau bij de Franse stad Marseille. Deze hoogte is pas nauwkeurig gemeten in 1902. In 1845 werd de hoogte van de rots aanvankelijk vastgesteld op 376,86 meter, waardoor op oudere veel gebruikte Zwitserse kaarten (zoals die van de Topographischer Atlas der Schweiz, ook wel Siegfriedatlas of Siegfriedkaart, en de Topographische Karte der Schweiz, ook wel Dufourkaart) de vermelde hoogtes 3,26 meter hoger zijn dan de huidige officiële waarden.
In 1995 werd een nieuw referentiepunt genomen, Zimmerwald (gemeente Wald), om orthometrische hoogten op basis van de geoïde vast te stellen. Het nieuwe referentiepunt werd zo gekozen dat het oorspronkelijke referentiepunt, Repère Pierre du Niton, op precies dezelfde hoogte gelegen is als in het oude systeem. De hoogtes uit het Landeshöhennetz 1995 (LHN95) wijken tot vijftig centimeter af van die uit het Landesnivellement 1902 (LN02).
De hoogtes gemeten met het LHN95 zijn in het oostelijke grensgebied 1,6 tot 7,5 cm hoger dan de hoogtes gemeten middels Meter über Adria in buurland Oostenrijk.